# Austroraptor
Austroraptor cabazai
Genre
Espèce
Austroraptor est un genre de dinosaures théropodes de la famille des Dromaeosauridae, qui vivaient en Amérique du Sud il y a 70 millions d'années.
Les restes fossiles du spécimen-type ont été découverts en 2008 dans la formation d'Allen dans la province de Río Negro en Argentine et étudiés par une équipe menée par le paléontologue argentin Fernando Novas.
La seule espèce de ce genre est Austroraptor cabazai, nommée en l'honneur de Alberto Cabaza, fondateur du Musée municipal de Lamarque, où le spécimen fut partiellement étudié.

## Description

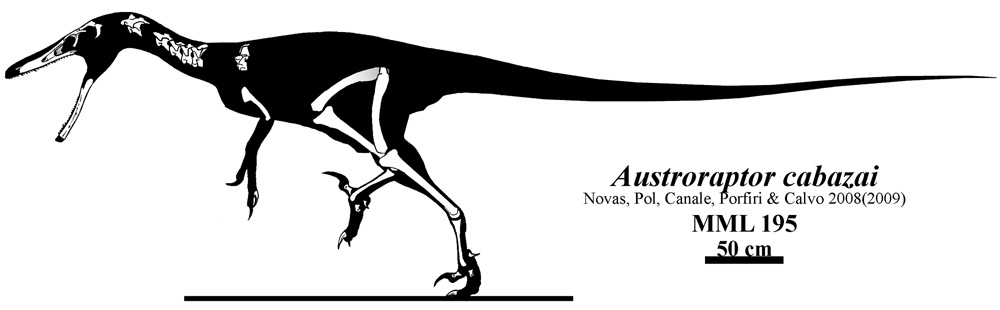
Dessin de reconstitution du squelette de l'holotype de Austroraptor cabazai.

Austroraptor cabazai est considéré comme étant grand pour un dromaeosauridé, avec une longueur d'environ 5 mètres de la tête à la queue, pour un poids estimé entre 360 et 400 kg,. C'est le plus grand dromaeosauridé découvert dans l'hémisphère sud. Le spécimen-type, répertorié sous le numéro MML 195, est constitué d'un squelette fragmentaire comprenant des parties du crâne, quelques vertèbres cervicales et du torse, des côtes, un humérus , et des os des deux jambes. Le peu de fragments du squelette disponibles pour l'analyse a permis d'exprimer des caractéristiques qui le différencient des autres dromaeosauridés. Austroraptor cabazai possède un crâne de 80 centimètres de long, bas et allongé, beaucoup plus que ceux des autres dromaeosauridés. Plusieurs os du crâne ressemblent à ceux des troodontidés, dinosaures plus petits appartenant également au groupe des Deinonychosauria. Les membres antérieurs de ce taxon sont courts pour un dromaeosauridé, avec un humérus d'un longueur de moins de la moitié que celle du fémur. Parmi les dromaeosauridés, seuls Tianyuraptor et Mahakala possèdent également de tels avant-bras réduits. La faible longueur de ses bras a conduit à ce que Austroraptor soit comparé à un autre dinosaure plus célèbre possédant cette caractéristique, Tyrannosaurus.
Un autre spécimen, MML 220, a été découvert dans la même localité que l'holotype. Les restes fossiles consistent en un fragment de maxillaire, deux dents isolées, petites et coniques, des côtes fragmentaires, des vertèbres postérieures, des os des bras, et des os des mains et des pieds. Cet individu est légèrement plus petit que l'holotype,.

## Classification

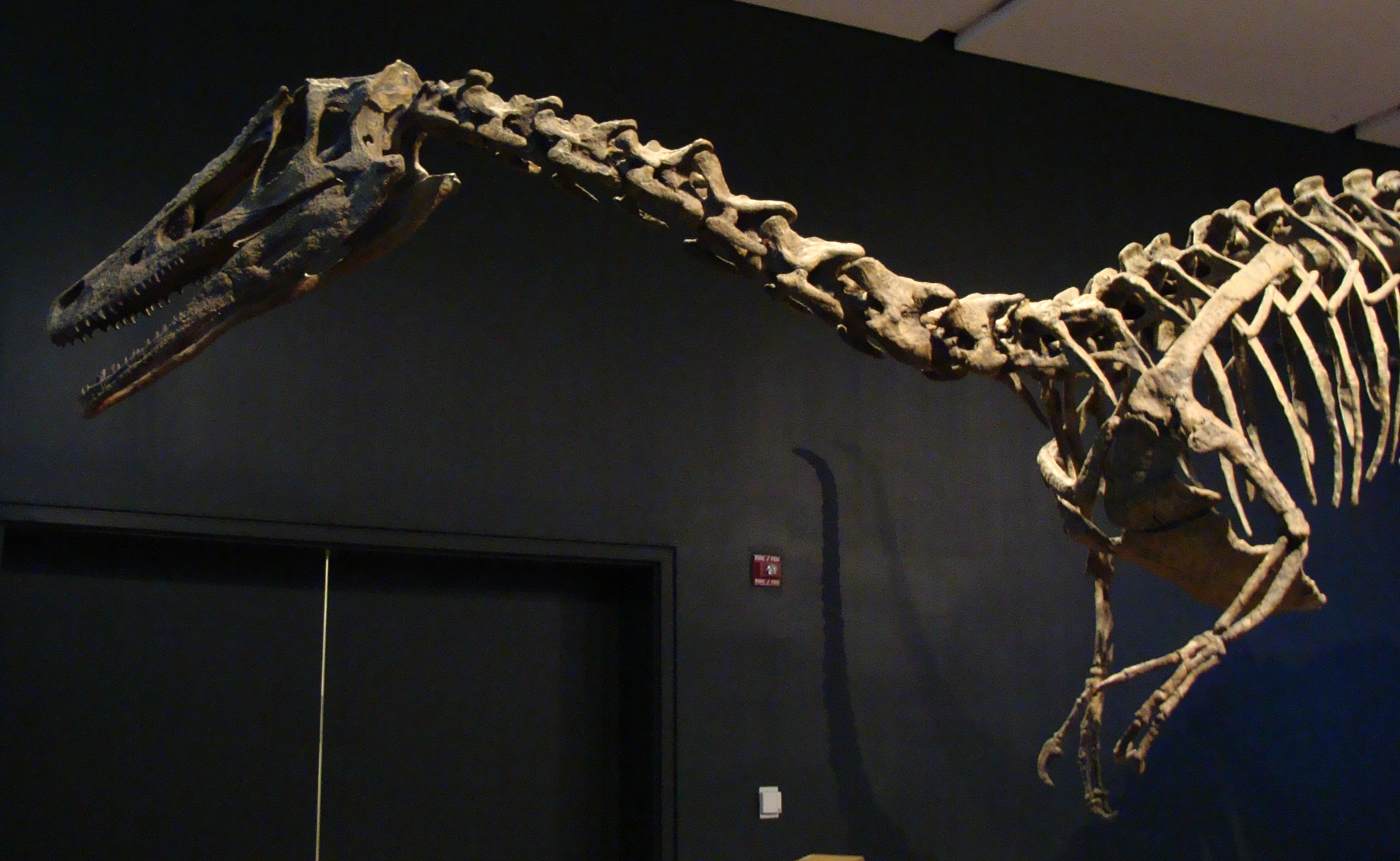
Squelette reconstitué d'Austroraptor cabazai, Musée royal de l'Ontario

Une analyse cladistique des caractéristiques anatomiques du spécimen-type par les auteurs de sa description a permis de classer Austroraptor au sein de la sous-famille Unenlagiinae des Dromaeosauridae. Cette classification est fondée sur des caractéristiques observées sur les os du crâne, les dents, et sur la géométrie et la formation des vertèbres du spécimen. Austroraptor est un proche parent de Buitreraptor un genre de dinosaures appartenant également aux unenlagiinés, avec lequel il partage certains caractères dérivés des vertèbres cervicales.
Le cladogramme suivant est basé sur l'analyse phylogénétique menée par Turner, Makovicky et Norellin en 2012, montrant les relations d'Austroraptor avec les autres genres appartenant à la sous-famille Unenlagiinae : 
|  | Buitreraptor                                               |
|  |                                                            |
|  | \| \| Austroraptor \| \| \| \| \| \| Unenlagia \| \| \| \| |
|  |                                                            |
|  | Austroraptor                                               |
|  |                                                            |
|  | Unenlagia                                                  |
|  |                                                            |

|  | Austroraptor |
|  |              |
|  | Unenlagia    |
|  |              |

|  | Buitreraptor                                               |
|  |                                                            |
|  | \| \| Austroraptor \| \| \| \| \| \| Unenlagia \| \| \| \| |
|  |                                                            |
|  | Austroraptor                                               |
|  |                                                            |
|  | Unenlagia                                                  |
|  |                                                            |

|  | Austroraptor |
|  |              |
|  | Unenlagia    |
|  |              |